# 나도바랭이
나도바랭이(Chloris virgata)는 벼과의 한해살이풀이다. 전 세계 열대와 아열대 지역에 분포하며, 한국에서는 해안가의 황무지나 길가에서 자라는 귀화식물이다.

## 분포
원산지는 미국, 멕시코, 페루 등 아메리카이다. 아프리카, 아시아, 호주로 퍼져 분포한다.
한국 서식지는 인천, 대구, 전남 영광 등의 공터이다.

## 생김새

### 줄기
높이 20~50센티미터쯤 되며 뭉쳐난다. 4-6개의 마디고 있고, 아래쪽에서 구부러진다. 옆으로 누운 마디에서 뿌리를 내린다. 약간 판판하다.

### 잎
잎의 길이는 5~25센티미터이며, 너비는 4~7밀리미터이다. 가운데 있는 잎맥을 따라 둘로 접힌다. 엽설은 0.5~1센티미터쯤 되며, 가장자리에 가늘고 짧은 털이 난다. 잎몸 표면이 까끌거린다.

## 사진

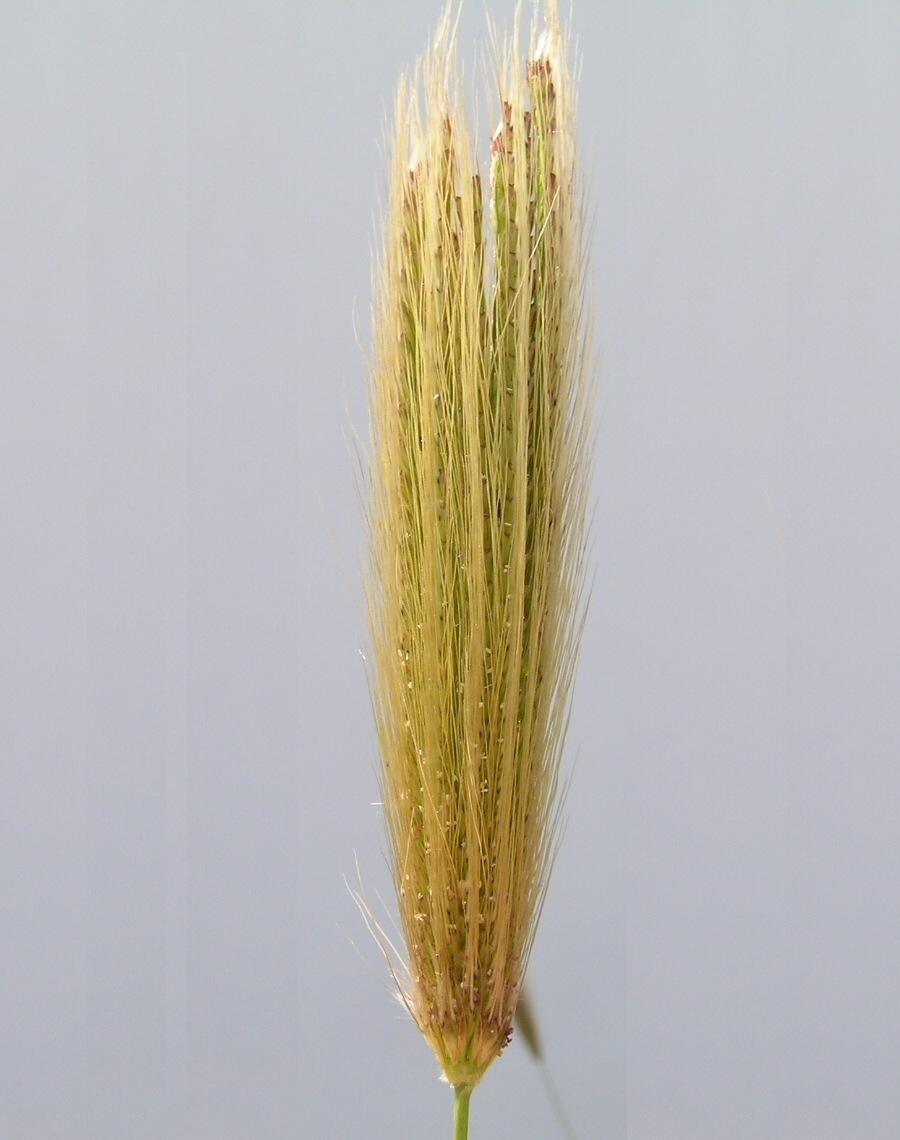
열매
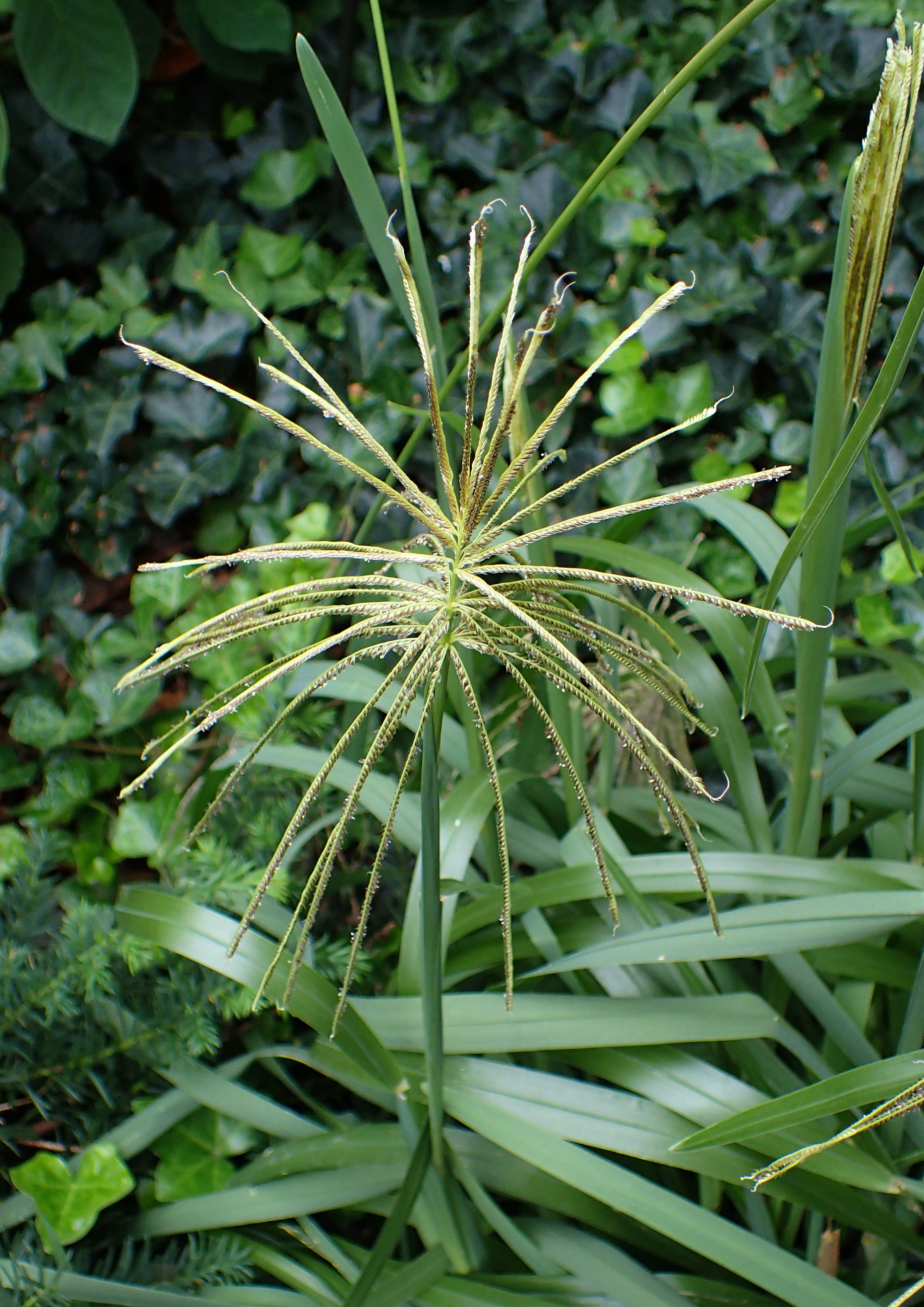
꽃차례
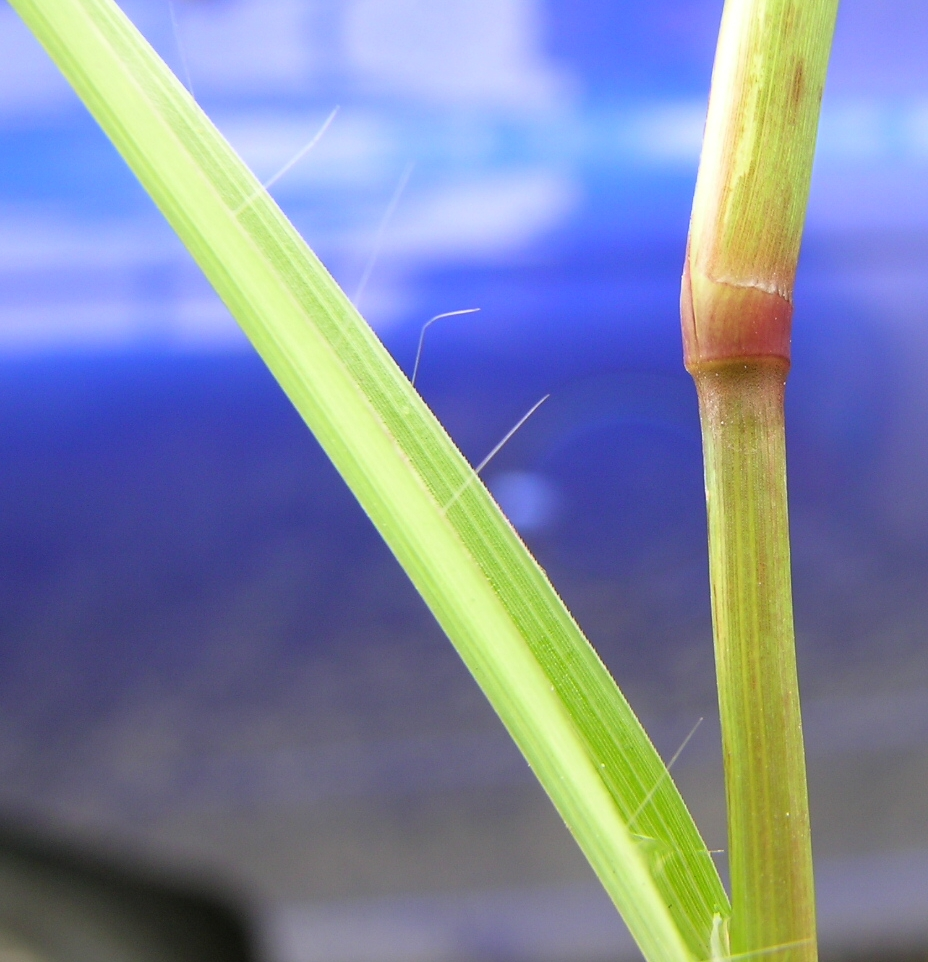
잎 마디
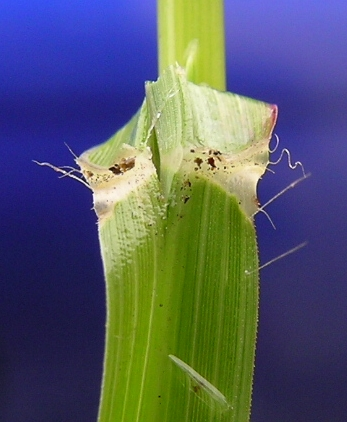
엽설
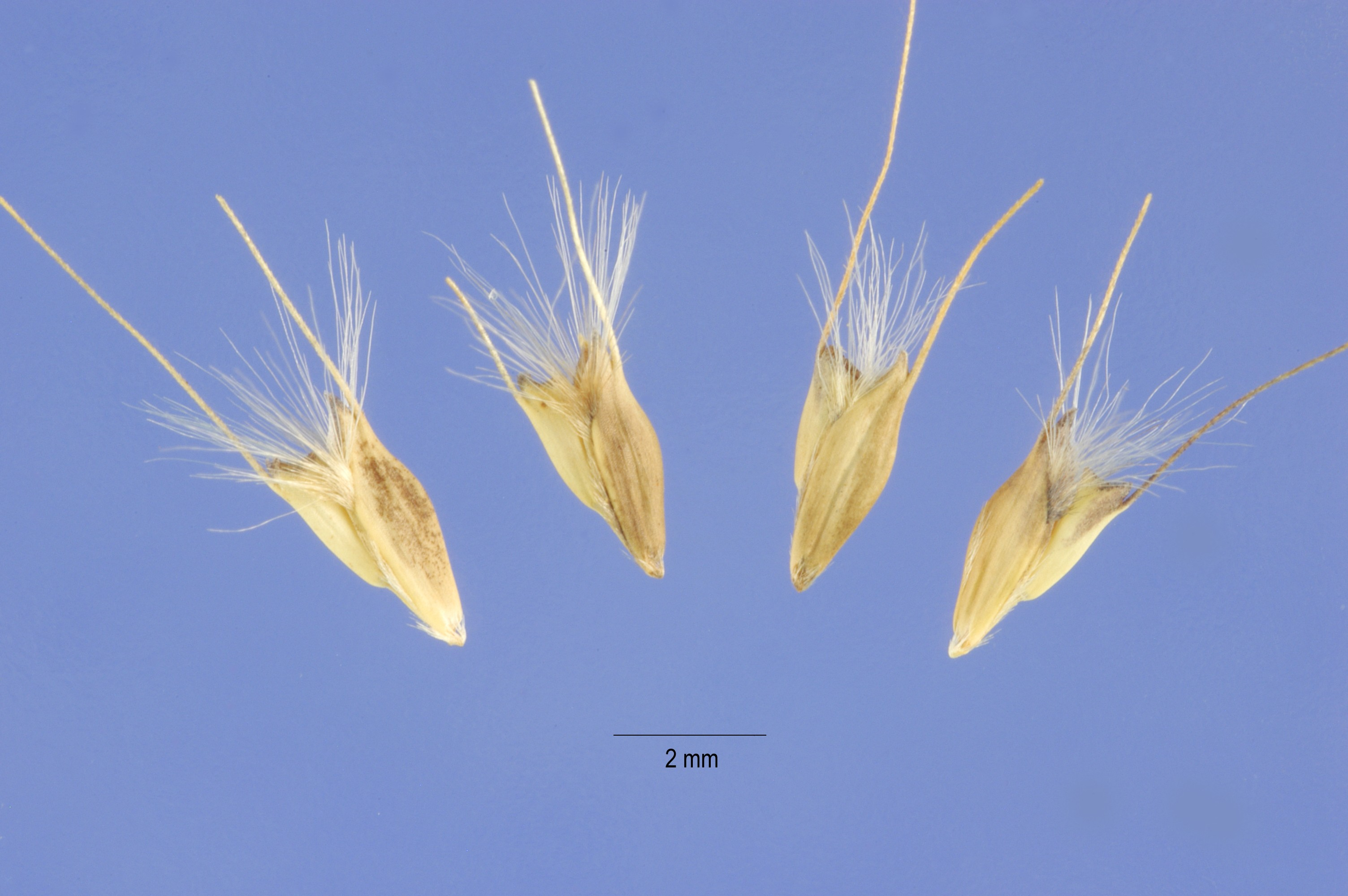
씨